# 캐티 맥널리
캐서린 "캐티" 맥널리(Catherine "Caty" McNally, 2001년 11월 20일~)는 미국의 테니스 프로 선수이다.
그녀는 2023년 5월 22일에 세계 랭킹 54위로 개인 최고 단식 랭킹을 달성했고, 2022년 4월 4일에는 WTA 복식 랭킹 11위로 최고 기록을 세웠다. 그녀는 WTA 투어에서 8개의 복식 타이틀을 획득했으며, 이 중 3개는 코코 고프와 함께 차지했고, 이들 짝은 2021년 US 오픈 결승에도 진출했다. 그녀는 테일러 타운센드와 함께 2022년 US 오픈에서 또 다른 메이저 대회 결승에 올랐다. 맥널리는 ITF 서킷에서도 6개의 복식 타이틀을 획득했다. 단식에서는 WTA 챌린저 투어에서 2개, ITF 서킷에서 3개의 타이틀을 획득했다.
그녀는 팬들과 언론에 의해 "매코코(McCoco)"라는 별명으로 불리는 코코 고프와의 복식 파트너십으로 가장 잘 알려져 있다.
주니어 시절, 맥널리는 2018년 프랑스 오픈 복식 타이틀을 획득했고, 2018년 프랑스 오픈 여자 단식에서 준우승을 차지했으며, US 오픈 주니어 복식 대회에서 우승했다.

## 어린 시절과 배경
맥널리는 오하이오주 신시내티의 교외 지역인 마데이라에서 태어났다. 그녀의 부모는 존 맥널리와 린 나보스-맥널리로, 린은 인디언 힐 고등학교를 졸업했다. 그녀의 어머니는 잠시 프로 테니스 선수였으며 복식 최고 랭킹이 250위권 안에 들었다. 그녀의 오빠 존 또한 프로 선수였고 높은 랭킹의 주니어 선수였다. 그녀는 어머니에게 코치를 받고 있다.

## 주니어 시절
맥널리는 윔블던 주니어 복식 대회에서 2016년, 2017년, 2018년 모두 준우승을 차지했다. 그녀는 16세에 2018년 프랑스 오픈 복식 대회에서 이가 시비옹테크와 짝을 이루어 첫 메이저 주니어 타이틀을 획득했다. 같은 대회에서 그녀는 여자 단식 결승에 진출했지만 코코 고프에게 패배했다. 2018년 9월, 그녀는 고프와 짝을 이루어 US 오픈 여자 복식 타이틀을 획득했다.
2017년, 맥널리는 이전에 결승에서 패했던 주니어 페드 컵에서 우승한 미국 팀에 소속되었다.

## 프로 경력

### 2017–18: WTA 투어 복식 데뷔
맥널리는 2017년 웨스턴 & 서던 오픈 복식 대회에서 알렉사 글래치와 짝을 이루어 WTA 투어 본선에 처음 출전했다.

### 2019: 첫 단식 승리; 첫 복식 타이틀

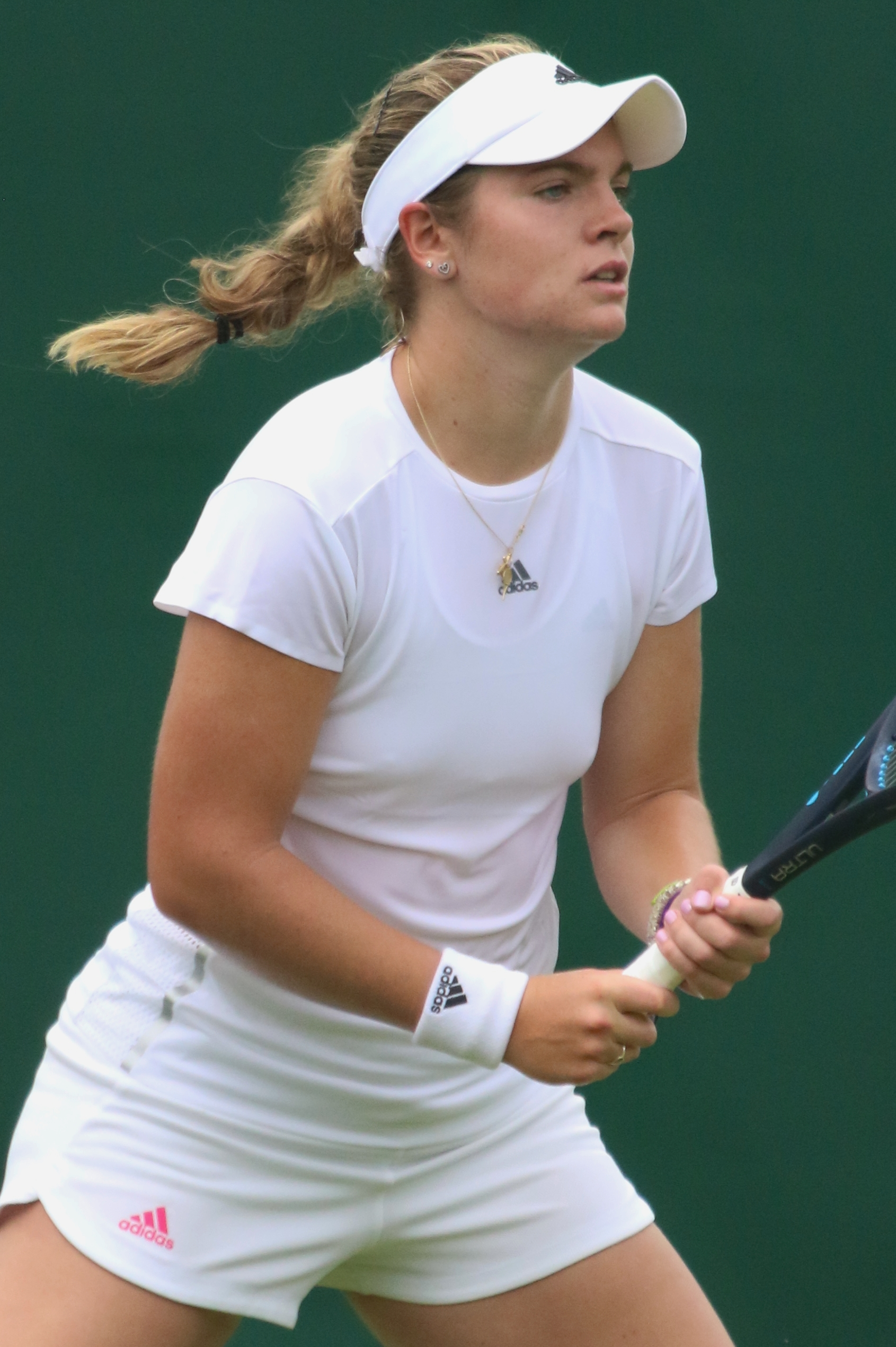
2019년 윔블던 예선에 출전한 맥널리

2019년 2월, 맥널리는 10만 달러 규모의 다우 테니스 클래식에서 우승했다. 같은 달 말, 그녀는 인디언웰스 챌린저 3라운드에 진출했지만, 결국 우승자가 된 빅토리야 골루비치에게 패했다. 그로부터 일주일 후, 그녀는 크리스티나 플리스코바와 티메아 바친스키를 예선에서 이기고 인디언웰스 오픈 본선에 진출했다. 그녀는 마이애미 오픈에 와일드카드를 받았지만, 다시 코코 고프에게 패했다. 7월에는 윔블던에서 첫 그랜드 슬램 본선에 진출했다.
7월 말과 8월 초, 맥널리는 워싱턴 오픈 준결승에 진출하며 WTA 투어 본선에서 첫 단식 승리를 기록했다. 그녀는 주린, 크리스티나 맥헤일, 그리고 4번 시드인 셰수웨이를 이겼다. 한편, 그녀와 고프는 복식 대회에서 3번 시드인 가토 미유와 안나 칼린스카야를 준결승에서, 4번 시드인 마리아 산체스와 패니 스톨라르를 결승에서 꺾고 우승했다. 그녀는 고향에서 열리는 신시내티 오픈에 와일드카드를 받았고, 센터 코트에서 1라운드 경기를 치렀지만 엘리스 메르텐스에게 패했다. 그녀는 앨리슨 리스크와 짝을 이루어 복식에 출전했다. 이들 짝은 8강에 진출했는데, 2라운드 경기에서 4번 시드인 쉬이판과 개브리엘라 더브라우스키를 상대로 매치 타이 브레이크에서 17–15로 승리했으며, 이는 여자 복식에서 두 번째로 긴 매치 타이 브레이크였다.
맥널리의 메이저 대회 첫 승리는 US 오픈에서 티메아 바친스키를 1라운드에서 이긴 것이었다. 그녀는 6차례 우승한 세리나 윌리엄스를 상대로 한 타이트한 2라운드 경기에서 한 세트를 따냈지만, 결국 세트스코어 1-2로 패했다. 그날 밤 경기장 복합 시설에서 그녀를 지나치며 윌리엄스는 그녀에게 "정말 17살이냐?"고 물었다. "매코코"라는 별명으로 불리는 맥널리와 고프는 2018년 여자 복식 우승에 이어 복식 대회 3라운드에 진출했다. 그들은 2라운드에서 9번 시드인 니콜 멜리차르와 크베타 페슈케를 루이 암스트롱 스타디움에서 꺾었지만, 3라운드에서는 애슐리 바티와 빅토리야 아자란카에게 크게 패했다. 이로 인해 맥널리는 복식 랭킹에서 상위 100위권 안에 들었고, 단식 랭킹에서는 100위권 바로 바깥에 위치했다.
그녀는 린츠 오픈에서 다시 고프와 짝을 이루어 준결승에 진출했다. 그들은 바버라 하스와 크세니아 크놀에게 패했다. 다음 주 룩셈부르크에서 맥널리는 1라운드에서 옐레나 오스타펜코에게 패했지만, 복식에서는 고프와 함께 결승에 진출했다. 그들은 도이 미사키와 니노미야 마코토, 4번 시드인 안나 블린코바와 가토 미유, 그리고 탑 시드인 크리스티나 플리스코바와 레나타 보라코바를 이겼다. 그들은 결승에서 2번 시드인 카이틀린 크리스티안과 알렉사 과라치를 꺾고 팀으로서 12승 2패의 전적을 기록하며 두 번째 WTA 토너먼트 타이틀을 획득했다.

### 2020: 메이저 8강 및 복식 40위권 진입
2020년 첫 대회인 오클랜드 오픈에서 맥널리는 행운의 패자로 본선에 진출했지만, 1라운드에서 단식 탈락했다. 그러나 그녀와 고프는 복식 준결승에 진출했다. 호주 오픈에서 그녀는 예선 경기를 통과하여 본선에 진출했고, 1라운드에서 서맨사 스토서를 이겼지만, 장솨이에게 패했다. 복식에서 맥널리와 고프는 그랜드 슬램 대회에서 최고의 성적을 기록하며 8강에 진출했지만, 2번 시드인 크리스티나 믈라데노비치와 티메아 바보스에게 2세트 만에 패했다. 그 결과, 맥널리는 복식 랭킹 40위권 안에 들었다. 3월, 그녀는 인디언웰스 챌린저 대회 1라운드에서 사키아 비커리에게 패했지만, 제시카 페굴라와 짝을 이루어 복식 결승에 진출했다. 그들은 준결승에서 3번 시드인 스토서와 야니나 위크마이어를 이겼지만, 결승에서는 아시아 무함마드와 테일러 타운센드에게 패했다.
COVID-19 팬데믹으로 인한 중단 이후, 맥널리는 고향 신시내티에서 뉴욕으로 옮겨 열린 웨스턴 & 서던 오픈에 참가했지만, 1라운드에서 알리제 코르네에게 패했다. 다음 주, 그녀는 US 오픈 2라운드에서 21번 시드인 예카테리나 알렉산드로바를 이기고 그랜드 슬램 대회에서 처음으로 3라운드에 진출했다.
맥널리는 2020년 월드 팀테니스에 데뷔하여 스프링필드 레이저스에서 뛰었다.

### 2021: 메이저 복식 결승, 복식 상위 20위
맥널리는 호주 오픈에서 고프와 다시 짝을 이루어 두 번째 연속 복식 8강에 진출했다. 그들은 6번 시드인 개브리엘라 더브라우스키와 베서니 매틱샌즈, 그리고 9번 시드인 알렉사 과라치와 디자이리 크라브츠크를 이겼지만, 4번 시드인 니콜 멜리차르와 데미 쉬어스에게 패했다. 이들 짝은 마이애미 오픈 8강에 진출했으며, 16강에서 2번 시드인 바르보라 크레이치코바와 카테르지나 시니아코바를 이겼다.
4월, 맥널리는 찰스턴 오픈 3라운드에 진출하며, 1, 2라운드에서 옐레나 리바키나와 아나스타시야 세바스토바를 이겼다. 같은 달 말 찰스턴에서 열린 단발성 MUSC 헬스 오픈에서 그녀는 1라운드 단식에서 셸비 로저스에게 패했지만, 헤일리 밥티스트와 짝을 이루어 복식 대회에서 우승했다. 결승에서 엘렌 페레즈와 스톰 샌더스의 호주 듀오를 이겼다. 그녀는 다음 달 에밀리아-로마냐 오픈에서 시즌 두 번째 복식 타이틀을 획득했으며, 단식에서도 우승한 고프와 짝을 이루었다. 8월에는 실리콘 밸리 클래식 1라운드에서 슬론 스티븐스에게 패했지만, 코코 밴더웨이와 함께 복식 준결승에 진출했다.
맥널리는 US 오픈 와일드카드를 받았지만, 1라운드에서 4번 시드인 카롤리나 플리스코바에게 패했다. 여자 복식에서 맥널리와 11번 시드인 고프는 그랜드 슬램 대회에서 세트를 잃지 않고 준결승에 진출하며 최고 기록을 세웠다. 8강전에서는 탑 시드이자 현 윔블던 챔피언인 셰수웨이와 엘리스 메르텐스를 스트레이트 세트로 이겼다. 준결승 상대인 루이자 스테파니와 개브리엘라 더브라우스키가 스테파니가 첫 세트 타이 브레이크 도중 부상을 입어 기권하면서 결승에 진출했다. 결승에서는 서맨사 스토서와 장솨이에게 패했다. 결승 진출로 맥널리는 WTA 복식 랭킹 22위로 상승했다.

### 2022: US 오픈 결승 및 복식 상위 15위, 단식 상위 100위

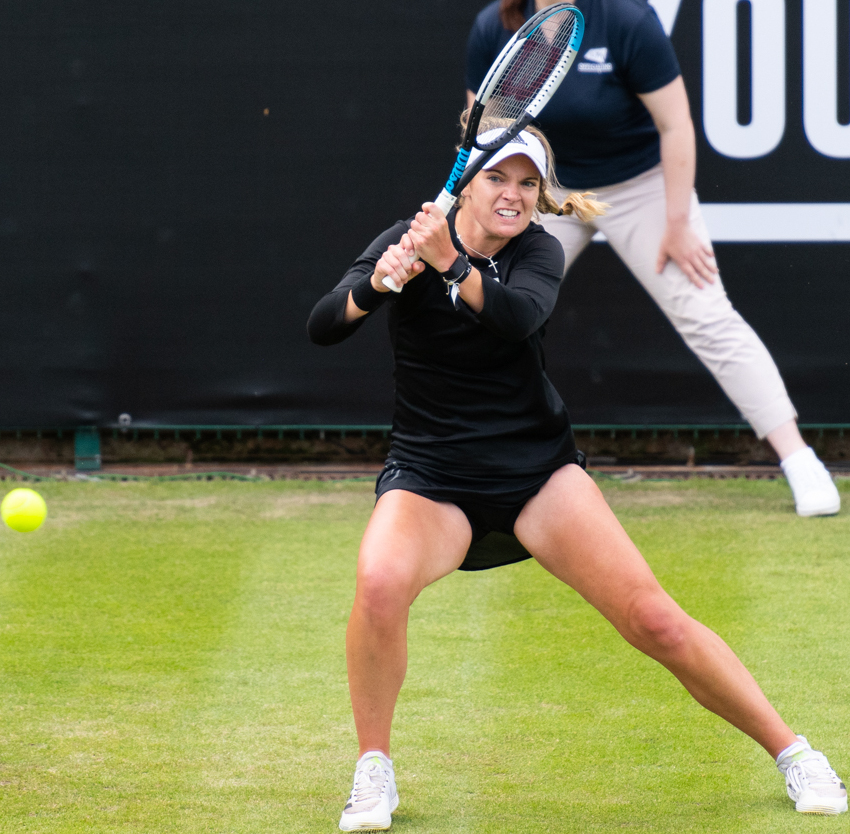
2022 버밍엄 클래식에 참가한 맥널리

2월 상트페테르부르크 트로피에서 맥널리는 안나 칼린스카야와 짝을 이루어 복식 타이틀을 획득했다. 결승에서 폴란드의 알리치아 로솔스카와 뉴질랜드의 에린 루틀리프를 이겼고, 이는 그녀의 WTA 투어 5번째 우승이었다. 이 승리로 그녀는 2022년 2월 14일 랭킹에서 개인 최고인 16위에 올랐다.
그녀는 칼린스카야와 함께 워싱턴 오픈에서 시즌 두 번째 복식 결승에 진출하여 복식 세계 1위인 엘리스 메르텐스와 그릿 민넨의 벨기에 2번 시드를 이겼다. 결승에서는 탑 시드인 제시카 페굴라와 에린 루틀리프에게 패했다.
US 오픈에서 그녀와 테일러 타운센드는 복식 결승에 진출했지만, 크레이치코바와 시니아코바에게 패했다. 다음 달 오스트라바 오픈에서 그녀는 단식 8강에 진출했지만, 이가 시비옹테크에게 패했다. 복식에서는 앨리시아 파크스와 처음으로 짝을 이루었다. 그들은 시드를 받지 못했지만, 결승으로 가는 길에 1번 시드와 4번 시드를 이겼다. 결승에서는 3번 시드인 로솔스카와 루틀리프를 꺾고 우승했다. 이는 맥널리의 6번째 복식 타이틀이었다.
11월, 그녀는 미들랜드 클래식에서 안나-레나 프리드삼을 스트레이트 세트로 꺾고 첫 WTA 125 타이틀을 획득했으며, 2022년 11월 7일 세계 랭킹 94위로 단식 상위 100위권에 진입했다.

### 2023: 단식 60위권 진입, 부상으로 인한 휴식기
메리다 오픈에서 맥널리는 3번 시드인 주린을 꺾고 WTA 투어 첫 준결승에 진출했다. 케이티 볼리네츠와 킴벌리 버렐을 이겼다. 그 후 예선 통과자인 레베카 피터슨에게 패했다. 그 결과, 그녀는 17계단 상승하여 상위 75위에 진입했다. 같은 대회에서 디안 파리와 짝을 이루어 복식 타이틀 7번째 우승을 차지했으며, 결승에서 왕신위와 우팡시안을 이겼다.
시즌 마지막 대회가 된 윔블던에서 맥널리는 1라운드에서 조디 버리지에게 패했다. 그 후 팔꿈치 부상으로 인해 US 오픈에서 기권해야 했다.

### 2024: 트란실바니아 오픈 복식 타이틀, 팔꿈치 수술 및 복귀
맥널리는 호주 오픈에서 기권했다. 그녀는 2월에 잠시 투어에 복귀하여 트란실바니아 오픈에서 아시아 무함마드와 함께 복식 타이틀을 획득했고, 린츠와 푸에르토 바야르타 토너먼트에도 참가했다. 이후 3월 앨라배마주의 유명한 앤드루스 스포츠 의학 및 정형외과 센터에서 팔꿈치 수술을 받았다.
2024년 11월, 그녀는 미들랜드에서 열린 WTA 125 다우 테니스 클래식에서 복귀전을 치렀고, 1라운드에서 레오니 쿵을 꺾었지만, 다음 경기에서 앨리시아 파크스에게 패했다.
다음 달, 맥널리는 복귀 후 첫 타이틀을 탬파 W50 대회에서 획득했으며, 그 결과 WTA 단식 랭킹에서 223계단 상승하여 세계 543위가 되었다.

### 2025: 두 번째 WTA 125 단식 타이틀, 첫 윔블던 승리
호주 오픈 본선 진출에 보호 랭킹을 사용하여 바르바라 그라체바에게 1라운드에서 패했다. 다시 보호 랭킹으로 인디언웰스 WTA 1000 대회에 참가했고, 첫 경기 상대인 아일라 톰랴노비치가 맥널리가 첫 세트를 이긴 후 기권하여 2라운드에 진출했다. 다음 경기에서는 24번 시드인 류드밀라 삼소노바에게 패했다. 마이애미 오픈에서도 보호 랭킹으로 본선에 진출했지만, 1라운드에서 빅토리야 토모바에게 3세트 만에 패했다.
맥널리는 찰스턴 오픈 예선을 통과했으며, 1라운드에서 안헬리나 칼리니나를 꺾었지만, 다음 경기에서 14번 시드인 안나 칼린스카야에게 패했다.
윔블던에서 맥널리는 다시 보호 랭킹을 사용하여 본선에 진출했으며, 와일드카드 출전자인 조디 버리지를 꺾고 2라운드에 진출했지만, 8번 시드이자 최종 챔피언인 이가 시비옹테크에게 패했다.
맥널리는 명예의 전당 오픈에서 두 번째 WTA 125 단식 타이틀을 획득했으며, 결승에서 탑 시드인 타티야나 마리아를 꺾었다. 그 결과, 그녀는 2025년 7월 14일 WTA 단식 랭킹에서 세계 135위로 다시 올랐다.

## 경기 기록표
| W | F | SF | QF | #R | RR | Q# | P# | DNQ | A | Z# | PO | G | S | B | NMS | NTI | P | NH |

WTA 투어, 그랜드 슬램 토너먼트, 페드 컵/빌리 진 킹 컵 및 올림픽 경기 본선 결과만 승패 기록에 포함된다.

### 단식
2023 이탈리아 오픈까지의 기록.
| 대회                 | 2017 | 2018 | 2019 | 2020 | 2021 | 2022 | 2023 | 2024 | SR               | W–L              | 승률             |
| -------------------- | ---- | ---- | ---- | ---- | ---- | ---- | ---- | ---- | ---------------- | ---------------- | ---------------- |
| 그랜드 슬램 토너먼트 |      |      |      |      |      |      |      |      |                  |                  |                  |
| 호주 오픈            | A    | A    | A    | 2R   | Q2   | Q2   | 2R   | A    | 0 / 2            | 2–2              | 50%              |
| 프랑스 오픈          | A    | A    | A    | Q2   | Q1   | Q1   | A    | A    | 0 / 0            | 0–0              | –                |
| 윔블던               | A    | A    | 1R   | NH   | Q2   | A    | 1R   | A    | 0 / 2            | 0–2              | 0%               |
| US 오픈              | Q2   | Q1   | 2R   | 3R   | 1R   | Q2   | A    | A    | 0 / 3            | 3–3              | 50%              |
| 승–패                | 0–0  | 0–0  | 1–2  | 3–2  | 0–1  | 0–0  | 1–2  |      | 0 / 7            | 5–7              | 42%              |
| WTA 1000             |      |      |      |      |      |      |      |      |                  |                  |                  |
| 인디언웰스 마스터스  | A    | A    | 1R   | NH   | A    | 1R   | 1R   | A    | 0 / 3            | 0–3              | 0%               |
| 마이애미 마스터스    | A    | A    | 1R   | NH   | Q1   | A    | Q1   | A    | 0 / 1            | 0–1              | 0%               |
| 마드리드 오픈        | A    | A    | A    | A    | A    | A    | 2R   | A    | 0 / 1            | 1–1              | 50%              |
| 이탈리아 오픈        | A    | A    | A    | A    | A    | A    | 2R   | A    | 0 / 1            | 1–1              | 50%              |
| 신시내티 마스터스    | A    | A    | 1R   | 1R   | 1R   | 2R   | A    | A    | 0 / 4            | 1–4              | 20%              |
| 커리어 통계          |      |      |      |      |      |      |      |      |                  |                  |                  |
| 참가 대회            | 0    | 0    | 7    | 5    | 11   | 7    | 6    | 1    | 커리어 총계: 36  | 커리어 총계: 36  | 커리어 총계: 36  |
| 타이틀               | 0    | 0    | 0    | 0    | 0    | 0    | 0    | 0    | 커리어 총계: 0   | 커리어 총계: 0   | 커리어 총계: 0   |
| 결승 진출            | 0    | 0    | 0    | 0    | 0    | 0    | 0    | 0    | 커리어 총계: 0   | 커리어 총계: 0   | 커리어 총계: 0   |
| 총 승–패             | 0–0  | 0–0  | 4–7  | 3–5  | 8–11 | 6–7  | 5–6  | 0–1  | 0 / 37           | 26–37            | 41%              |
| 승률 (%)             | –    | –    | 36%  | 38%  | 42%  | 46%  | 45%  | 0%   | 커리어 총계: 41% | 커리어 총계: 41% | 커리어 총계: 41% |
| 연말 랭킹            | 724  | 411  | 118  | 121  | 139  | 94   | 144  | 817  | $2,123,465       | $2,123,465       | $2,123,465       |

### 복식
2022 US 오픈까지의 기록.
| 대회                 | 2017 | 2018 | 2019 | 2020 | 2021 | 2022 | 2023 | 2024 | SR               | W–L              | 승률             |
| -------------------- | ---- | ---- | ---- | ---- | ---- | ---- | ---- | ---- | ---------------- | ---------------- | ---------------- |
| 그랜드 슬램 토너먼트 |      |      |      |      |      |      |      |      |                  |                  |                  |
| 호주 오픈            | A    | A    | A    | QF   | QF   | 1R   | A    | A    | 0 / 3            | 6–3              | 67%              |
| 프랑스 오픈          | A    | A    | 1R   | 3R   | A    | 3R   | A    |      | 0 / 3            | 4–3              | 57%              |
| 윔블던               | A    | A    | A    | NH   | 3R   | A    | 1R   |      | 0 / 2            | 2–2              | 50%              |
| US 오픈              | A    | 1R   | 3R   | 2R   | F    | F    | A    |      | 0 / 5            | 8–5              | 67%              |
| 승–패                | 0–0  | 0–1  | 2–2  | 6–3  | 10–3 | 7–3  | 0–1  |      | 0 / 13           | 25–13            | 66%              |
| WTA 1000             |      |      |      |      |      |      |      |      |                  |                  |                  |
| 인디언웰스 마스터스  | A    | A    | A    | NH   | A    | QF   |      |      | 0 / 1            | 2–1              | 67%              |
| 마이애미 마스터스    | A    | A    | A    | NH   | QF   | SF   |      |      | 0 / 2            | 5–2              | 71%              |
| 마드리드 오픈        |      |      |      |      |      |      |      |      | 0 / 0            | 0–0              | 0%               |
| 이탈리아 오픈        |      |      |      |      |      |      |      |      | 0 / 0            | 0–0              | 0%               |
| 신시내티 마스터스    | 1R   | A    | QF   | 2R   | 2R   | 1R   |      |      | 0 / 5            | 4–5              | 44%              |
| 커리어 통계          |      |      |      |      |      |      |      |      |                  |                  |                  |
| 참가 대회            | 1    | 1    | 6    | 6    | 11   | 11   |      |      | 커리어 총계: 35  | 커리어 총계: 35  | 커리어 총계: 35  |
| 타이틀               | 0    | 0    | 2    | 0    | 2    | 1    |      |      | 커리어 총계: 5   | 커리어 총계: 5   | 커리어 총계: 5   |
| 결승 진출            | 0    | 0    | 2    | 0    | 3    | 2    |      |      | 커리어 총계: 7   | 커리어 총계: 7   | 커리어 총계: 7   |
| 총 승–패             | 0–1  | 0–1  | 15–4 | 9–6  | 26–8 | 21–9 |      |      | 5 / 35           | 71–28            | 72%              |
| 승률 (%)             | 0%   | 0%   | 79%  | 60%  | 76%  | 70%  |      |      | 커리어 총계: 72% | 커리어 총계: 72% | 커리어 총계: 72% |
| 연말 랭킹            | 1048 | 319  | 72   | 42   | 20   | 124  |      |      |                  |                  |                  |

## 그랜드 슬램 토너먼트 결승

### 복식: 2 (2회 준우승)
| 결과 | 연도 | 대회    | 표면 | 파트너          | 상대                                        | 스코어        |
| ---- | ---- | ------- | ---- | --------------- | ------------------------------------------- | ------------- |
| 패배 | 2021 | US 오픈 | 하드 | 코코 고프       | 서맨사 스토서 장솨이                        | 3–6, 6–3, 3–6 |
| 패배 | 2022 | US 오픈 | 하드 | 테일러 타운센드 | 바르보라 크레이치코바 카테르지나 시니아코바 | 6–3, 5–7, 1–6 |

## WTA 투어 결승

### 복식: 11 (8회 우승, 3회 준우승)
| 범례              |
| ----------------- |
| 그랜드 슬램 (0–2) |
| WTA 1000 (0–0)    |
| WTA 500 (2–0)     |
| WTA 250 (6–1)     |

| 표면별 결승  |
| ------------ |
| 하드 (6–3)   |
| 클레이 (2–0) |
| 잔디 (0–0)   |
| 카펫 (0–0)   |

| 결과 | 승–패 | 날짜     | 대회                            | 등급        | 표면     | 파트너          | 상대                                        | 스코어                |
| ---- | ----- | -------- | ------------------------------- | ----------- | -------- | --------------- | ------------------------------------------- | --------------------- |
| 우승 | 1–0   | Aug 2019 | 워싱턴 오픈, 미국               | 인터내셔널  | 하드     | 코코 고프       | 마리아 산체스 패니 스톨라르                 | 6–2, 6–2              |
| 우승 | 2–0   | Oct 2019 | 룩셈부르크 오픈, 룩셈부르크     | 인터내셔널  | 하드 (i) | 코코 고프       | 카이틀린 크리스티안 알렉사 과라치           | 6–2, 6–2              |
| 우승 | 3–0   | Apr 2021 | 찰스턴 인터내셔널, U.S.         | WTA 250     | 클레이   | 헤일리 밥티스트 | 엘렌 페레즈 스톰 샌더스                     | 6–7(4–7), 6–4, [10–6] |
| 우승 | 4–0   | May 2021 | 에밀리아-로마냐 오픈, 이탈리아  | WTA 250     | 클레이   | 코코 고프       | 다리야 유라크 안드레야 클레파치             | 6–3, 6–2              |
| 패배 | 4–1   | Sep 2021 | US 오픈, 미국                   | 그랜드 슬램 | 하드     | 코코 고프       | 서맨사 스토서 장솨이                        | 3–6, 6–3, 3–6         |
| 우승 | 5–1   | Feb 2022 | 상트페테르부르크 트로피, 러시아 | WTA 500     | 하드 (i) | 안나 칼린스카야 | 알리치아 로솔스카 에린 루틀리프             | 6–3, 6–7(5–7), [10–4] |
| 패배 | 5–2   | Aug 2022 | 워싱턴 오픈, 미국               | WTA 250     | 하드     | 안나 칼린스카야 | 제시카 페굴라 에린 루틀리프                 | 3–6, 7–5, [10–12]     |
| 패배 | 5–3   | Sep 2022 | US 오픈, 미국                   | 그랜드 슬램 | 하드     | 테일러 타운센드 | 바르보라 크레이치코바 카테르지나 시니아코바 | 6–3, 5–7, 1–6         |
| 우승 | 6–3   | Oct 2022 | 오스트라바 오픈, 체코           | WTA 500     | 하드 (i) | 앨리시아 파크스 | 알리치아 로솔스카 에린 루틀리프             | 6–3, 6–2              |
| 우승 | 7–3   | Feb 2023 | 메리다 오픈, 멕시코             | WTA 250     | 하드     | 디안 파리       | 왕신위 우팡시안                             | 6–0, 7–5              |
| 우승 | 8–3   | Feb 2024 | 트란실바니아 오픈, 루마니아     | WTA 250     | 하드 (i) | 아시아 무함마드 | 해리엇 다트 테레자 미할리코바               | 6–3, 6–4              |

## WTA 챌린저 결승

### 단식: 2 (1회 우승, 1회 준우승)
| 결과 | 승–패 | 날짜     | 대회                         | 표면     | 상대               | 스코어   |
| ---- | ----- | -------- | ---------------------------- | -------- | ------------------ | -------- |
| 우승 | 1–0   | Nov 2022 | 미들랜드 테니스 클래식, 미국 | 하드 (i) | 안나-레나 프리드삼 | 6–3, 6–2 |
| 패배 | 1–1   | May 2023 | 클라랭스 오픈 파리, 프랑스   | 클레이   | 디안 파리          | 틀:W/o   |

### 복식: 1 (1회 준우승)
| 결과 | 승–패 | 날짜     | 대회                    | 표면 | 파트너        | 상대                            | 스코어   |
| ---- | ----- | -------- | ----------------------- | ---- | ------------- | ------------------------------- | -------- |
| 패배 | 0–1   | Mar 2020 | 인디언웰스 챌린저, 미국 | 하드 | 제시카 페굴라 | 아시아 무함마드 테일러 타운센드 | 4–6, 4–6 |

## ITF 서킷 결승

### 단식: 4 (3회 우승, 1회 준우승)
| 범례                    |
| ----------------------- |
| W100,000 토너먼트 (1–0) |
| W40/50 토너먼트 (1–1)   |
| W25,000 토너먼트 (1–0)  |

| 표면별 결승  |
| ------------ |
| 하드 (2–0)   |
| 클레이 (1–1) |

| 결과 | 승–패 | 날짜     | 대회                            | 등급 | 표면     | 상대              | 스코어      |
| ---- | ----- | -------- | ------------------------------- | ---- | -------- | ----------------- | ----------- |
| 우승 | 1–0   | Nov 2018 | ITF 로렌스, 미국                | W25  | 하드 (i) | 캐서린 해리슨     | 6–2, 6–2    |
| 우승 | 2–0   | Feb 2019 | 미들랜드 테니스 클래식, US      | W100 | 하드 (i) | 제시카 페굴라     | 6–2, 6–4    |
| 우승 | 3–0   | Dec 2024 | ITF 탬파, US                    | W40  | 클레이   | 엘비나 칼리에바   | 6–4, 7–5    |
| 패배 | 3–1   | Apr 2025 | 플로리다 스포츠 코스트 오픈, US | W50  | 클레이   | 이리나 시마노비치 | 6–7(2), 0–6 |

### 복식: 8 (6회 우승, 2회 준우승)
| 범례                    |
| ----------------------- |
| $100,000 토너먼트 (1–0) |
| $80,000 토너먼트 (1–0)  |
| $25,000 토너먼트 (0–1)  |
| $15,000 토너먼트 (4–1)  |

| 표면별 결승  |
| ------------ |
| 하드 (2–1)   |
| 클레이 (4–1) |
| 잔디 (0–0)   |
| 카펫 (0–0)   |

| 결과 | 승–패 | 날짜     | 대회                             | 등급    | 표면   | 파트너               | 상대                            | 스코어           |
| ---- | ----- | -------- | -------------------------------- | ------- | ------ | -------------------- | ------------------------------- | ---------------- |
| 우승 | 1–0   | Oct 2017 | ITF 힐턴 헤드, 미국              | 15,000  | 클레이 | 에밀리 애플턴        | 카일리 콜린스 메그 코왈스키     | 7–5, 6–3         |
| 패배 | 1–1   | Jan 2018 | ITF 포르드 드 프랑스, 마르티니크 | 15,000  | 클레이 | 에밀리 애플턴        | 라시다 맥아두 에이미 주         | 5–7, 6–7(5)      |
| 우승 | 2–1   | Jan 2018 | ITF 프티 부르, 과들루프          | 15,000  | 하드   | 에밀리 애플턴        | 셸비 탈콧 에이미 주             | 6–3, 6–0         |
| 우승 | 3–1   | Mar 2018 | ITF 올랜도, 미국                 | 15,000  | 클레이 | 휘트니 오시그웨      | 디아 에브티모바 일로나 크레멘   | 6–2, 6–3         |
| 우승 | 4–1   | Mar 2018 | ITF 탬파, 미국                   | 15,000  | 클레이 | 나타샤 서브하시      | 라시다 맥아두 카테리나 스튜어트 | 3–6, 6–3, [10–6] |
| 우승 | 5–1   | Oct 2018 | 메이컨 테니스 클래식, US         | 80,000  | 하드   | 제시카 페굴라        | 안나 다니리나 잉그리드 닐       | 6–1, 5–7, [11–9] |
| 패배 | 5–2   | Feb 2019 | 랜초 산타페 오픈, US             | 25,000  | 하드   | 프란체스카 디 로렌조 | 헤일리 카터 에나 시바하라       | 5–7, 2–6         |
| 우승 | 6–2   | May 2021 | ITF 찰스턴 프로, US              | 100,000 | 클레이 | 스톰 샌더스          | 호즈미 에리 가토 미유           | 7–5, 4–6, [10–6] |

## 주니어 그랜드 슬램 토너먼트 결승

### 단식: 1 (1회 준우승)
| 결과 | 연도 | 대회        | 표면   | 상대      | 스코어           |
| ---- | ---- | ----------- | ------ | --------- | ---------------- |
| 패배 | 2018 | 프랑스 오픈 | 클레이 | 코코 고프 | 6–1, 3–6, 6–7(1) |

### 복식: 5 (2회 우승, 3회 준우승)
| 결과 | 연도 | 대회        | 표면   | 파트너          | 상대                                   | 스코어   |
| ---- | ---- | ----------- | ------ | --------------- | -------------------------------------- | -------- |
| 패배 | 2016 | 윔블던      | 잔디   | 마리암 볼크바제 | 우수에 마이테인 아르코나다 클레어 리우 | 2–6, 3–6 |
| 패배 | 2017 | 윔블던      | 잔디   | 휘트니 오시그웨 | 올가 다닐로비치 카야 주반              | 4–6, 3–6 |
| 우승 | 2018 | 프랑스 오픈 | 클레이 | 이가 시비옹테크 | 나이토 유키 사토 나호                  | 6–2, 7–5 |
| 패배 | 2018 | 윔블던      | 잔디   | 휘트니 오시그웨 | 왕신위 왕시위                          | 2–6, 1–6 |
| 우승 | 2018 | US 오픈     | 하드   | 코코 고프       | 헤일리 밥티스트 달라니아 휴잇          | 6–3, 6–2 |

## ITF 주니어 서킷 결승

### 단식: 5 (2회 우승, 3회 준우승)
| 범례        |
| ----------- |
| 카테고리 GA |
| 카테고리 G1 |
| 카테고리 G4 |

| 결과 | 승–패 | 날짜     | 대회                          | 등급       | 표면   | 상대          | 스코어           |
| ---- | ----- | -------- | ----------------------------- | ---------- | ------ | ------------- | ---------------- |
| 우승 | 1–0   | Jun 2015 | U.S. 잔디 코트 챔피언십       | 그레이드 4 | 잔디   | 카슨 브랜스틴 | 7–6(4), 6–4      |
| 우승 | 2–0   | Nov 2015 | 에버트 아메리칸 ITF, 플로리다 | 그레이드 4 | 하드   | 케이시 하비   | 6–1, 6–0         |
| 패배 | 2–1   | Mar 2016 | 제36회 아순시온 볼, 파라과이  | 그레이드 1 | 클레이 | 모건 코포크   | 4–6, 6–0, 5–7    |
| 패배 | 2–2   | Jun 2018 | 프랑스 오픈                   | 그레이드 A | 클레이 | 코코 고프     | 6–1, 3–6, 6–7(1) |
| 패배 | 2–3   | Jul 2018 | 인터내셔널 로햄턴, UK         | 그레이드 1 | 잔디   | 코코 고프     | 2–6, 3–6         |

### 복식: 15 (9회 우승, 6회 준우승)
| 범례        |
| ----------- |
| 카테고리 GA |
| 카테고리 G1 |
| 카테고리 G4 |

| 결과 | 승–패 | 날짜     | 대회                            | 등급       | 표면   | 파트너          | 상대                                   | 스코어            |
| ---- | ----- | -------- | ------------------------------- | ---------- | ------ | --------------- | -------------------------------------- | ----------------- |
| 우승 | 1–0   | May 2015 | ITF 델레이 비치, U.S.           | 그레이드 4 | 클레이 | 나타샤 서브하시 | 난디니 다스 안나 달러                  | 7–6(2), 6–2       |
| 패배 | 1–1   | Nov 2015 | 에버트 아메리칸 ITF, 플로리다   | 그레이드 4 | 하드   | 케이시 하비     | 엠마 데코스트 클라리사 핸드            | 1–6, 1–6          |
| 패배 | 1–2   | Mar 2016 | 포르투 알레그레 주니어 챔피언십 | 그레이드 A | 클레이 | 나타샤 서브하시 | 판나 우드바르디 다야나 야스트렘스카    | 6–7, 6–3, [11–13] |
| 패배 | 1–3   | Jul 2016 | 윔블던, UK                      | 그레이드 A | 잔디   | 마리암 볼크바제 | 우수에 마이테인 아르코나다 클레어 리우 | 2–6, 3–6          |
| 우승 | 2–3   | Nov 2016 | 아비에르토 후베닐 멕시카노      | 그레이드 A | 클레이 | 나타샤 서브하시 | 말레네 헬고 클레어 리우                | 6–2, 6–4          |
| 우승 | 3–3   | Apr 2017 | 이스터 볼 챔피언십, U.S.        | 그레이드 1 | 하드   | 휘트니 오시그웨 | 테일러 존슨 앤 리                      | 6–3, 7–6(8)       |
| 우승 | 4–3   | May 2017 | 트로페오 본필리오, 이탈리아     | 그레이드 A | 클레이 | 휘트니 오시그웨 | 초이셴 미야모토 아유미                 | 6–3, 7–6(5)       |
| 패배 | 4–4   | Jul 2017 | 윔블던, UK                      | 그레이드 A | 잔디   | 휘트니 오시그웨 | 올가 다닐로비치 카야 주반              | 4–6, 3–6          |
| 우승 | 5–4   | Dec 2017 | ITF 에디 헤르, 플로리다         | 그레이드 1 | 클레이 | 휘트니 오시그웨 | 타사폰 나클로 사토 나호                | 6–3, 6–1          |
| 우승 | 6–4   | Apr 2018 | 이스터 볼 챔피언십, U.S.        | 그레이드 1 | 하드   | 헤일리 밥티스트 | 사바나 브로드스 카일리 콜린스          | 6–0, 6–0          |
| 패배 | 6–5   | May 2018 | 트로페오 본필리오, 이탈리아     | 그레이드 A | 클레이 | 레오니 쿵       | 나이토 유키 사토 나호                  | 6–7(5), 4–6       |
| 우승 | 7–5   | Jun 2018 | 프랑스 오픈                     | 그레이드 A | 클레이 | 이가 시비옹테크 | 나이토 유키 사토 나호                  | 6–2, 7–5          |
| 우승 | 8–5   | Jul 2018 | 인터내셔널 로햄턴, UK           | 그레이드 1 | 잔디   | 휘트니 오시그웨 | 클라라 타우손 왕신위                   | 7–6(4), 7–6(7)    |
| 패배 | 8–6   | Jul 2018 | 윔블던, UK                      | 그레이드 A | 잔디   | 휘트니 오시그웨 | 왕신위 왕시위                          | 2–6, 1–6          |
| 우승 | 9–6   | Sep 2018 | US 오픈                         | 그레이드 A | 하드   | 코코 고프       | 헤일리 밥티스트 달라니아 휴잇          | 6–3, 6–2          |

## 내용주
1. ↑  The WTA 인터내셔널 토너먼트 were reclassified as WTA 250 토너먼트 in 2021.